# Undeloh
Undeloh est une commune de Basse-Saxe dans l'Arrondissement de Harburg.

## Géographie

### Quartiers
- Villages faisant partie de la commune: Undeloh, Wehlen, Wesel, Meningen, Thonhof, Heimbuch.